# Lista gubernatorów Tokio
Lista gubernatorów Tokio obejmuje również gubernatorów prefektury Edo, gubernatorów prefektury Tokio, a także burmistrzów miasta Tokio.
Tytuł gubernatora zmieniał się wraz z reorganizacją administracji Tokio:
- Wraz z utworzeniem prefektury Edo podczas Restauracji Meiji 1 lipca 1868 r. Gubernator został nazwany Edo-fu chiji (江戸府知事).
- 2 października 1868 roku Edo przemianowano na Tokio, a gubernatora na Tōkyō-fu chiji (東京).
- 1 maja 1889 roku wraz z ustanowieniem nowoczesnego systemu miejskiego powstało miasto Tokio. Wcześniej na czele miasta stali także gubernatorzy, natomiast 1 października 1898 roku powołano urząd burmistrza Tokio Tōkyō-shichō (東京市長), który został głową miasta.
- 1 lipca 1943 roku władze prefektury i miasta Tokio zostały połączone. Gubernator nazywał się teraz Tōkyō-to chōkan (東京都長官) i został mianowany ministrem rządu centralnego.
- Wraz z uchwaleniem ustawy o autonomii lokalnej 3 maja 1947 r. Gubernator został nazwany Tōkyō-to chiji (東 京) i jest wybierany bezpośrednio przez społeczeństwo.

## Gubernatorzy prefektury Edo
| Prefektura Edo (1868) | Prefektura Edo (1868) | Prefektura Edo (1868)        | Prefektura Edo (1868)               |
| #                     | Zdjęcie               | Imię i nazwisko              | Kadencja                            |
| --------------------- | --------------------- | ---------------------------- | ----------------------------------- |
| 1                     |                       | Mitsue Karasumaru (烏丸光徳) | 13 lipca 1868 - 5 października 1868 |

## Gubernatorzy prefektury Tokio
| Prefektura Tokio (1868-1943) | Prefektura Tokio (1868-1943) | Prefektura Tokio (1868-1943)    | Prefektura Tokio (1868-1943)          |
| #                            | Zdjęcie                      | Imię i nazwisko                 | Kadencja                              |
| ---------------------------- | ---------------------------- | ------------------------------- | ------------------------------------- |
| 1                            |                              | Mitsue Karasumaru (烏丸光徳)    | 5 października 1868 - 20 grudnia 1868 |
| 2                            |                              | Takatō Ōki (大木喬任)           | 16 stycznia 1869 - 22 sierpnia 1869   |
| 3                            |                              | Motōsa Mibu (壬生基修)          | 6 listopada 1869 - 7 września 1871    |
| 4                            |                              | Kimimasa Yuri (由利公正)        | 7 września 1871 - 18 sierpnia 1872    |
| 5                            |                              | Ichiō Ōkubo (大久保一翁)        | 30 czerwca 1872 - 19 grudnia 1875     |
| 6                            |                              | Masataka Kusumoto (楠本正隆)    | 19 grudnia 1875 - 12 grudnia 1879     |
| 7                            |                              | Michiyuki Matsuda (松田道之)    | 12 grudnia 1879 - 6 lipca 1882        |
| 8                            |                              | Akimasa Yoshikawa (芳川顕正)    | 19 lipca 1882 - 13 czerwca 1885       |
| 9                            |                              | Hiromoto Watanabe (渡辺洪基)    | 13 czerwca 1885 - 9 marca 1886        |
| 10                           |                              | Goroku Takasaki (高崎五六)      | 9 marca 1886 - 19 maja 1890           |
| 11                           |                              | Mochiaki Hachisuka (蜂須賀茂韶) | 19 maja 1890 - 21 lipca 1891          |
| 12                           |                              | Tetsunosuke Tomita (富田鐵之助) | 21 lipca 1891 - 26 października 1893  |
| 13                           |                              | Yasushi Miura (三浦安)          | 26 października 1893 - 14 marca 1896  |
| 14                           |                              | Michitsune Koga (久我通久)      | 14 marca 1896 - 12 października 1897  |
| 15                           |                              | Nagamoto Okabe (岡部長職)       | 12 października 1897 - 16 lipca 1898  |
| 16                           |                              | Ryū Koizuka (肥塚龍)            | 16 lipca 1898 - 12 listopada 1898     |
| 17                           |                              | Takatomi Senge (千家尊福)       | 12 listopada 1898 - 25 marca 1908     |
| 18                           |                              | Hiroshi Abe (阿部浩)            | 28 marca 1908 - 30 grudnia 1912       |
| 19                           |                              | Tadasu Munakata (宗像政)        | 30 grudnia 1912 - 21 kwietnia 1914    |
| 20                           |                              | Kiyochika Kubota (久保田政周)   | 21 kwietnia 1914 - 2 lipca 1915       |
| 21                           |                              | Tomoichi Inoue (井上友一)       | 2 lipca 1915 - 12 czerwca 1919        |
| 22                           |                              | Hiroshi Abe (阿部浩)            | 20 czerwca 1919 - 27 maja 1921        |
| 23                           |                              | Katsuo Usami (宇佐美勝夫)       | 27 maja 1921 - 16 września 1925       |
| 24                           |                              | Hiroyoshi Hiratsuka (平塚広義)  | 16 września 1925 - 5 lipca 1929       |
| 25                           |                              | Kenzō Nakagawa (中川健藏)       | 5 lipca 1929 - 9 października 1929    |
| 26                           |                              | Toratarō Ushizuka (牛塚虎太郎)  | 9 października 1929 - 18 grudnia 1931 |
| 27                           |                              | Kyūichi Hasegawa (長谷川久一)   | 18 grudnia 1931 - 12 stycznia 1932    |
| 28                           |                              | Shōhei Fujinuma (藤沼庄平)      | 12 stycznia 1932 - 27 maja 1932       |
| 29                           |                              | Masayasu Kōsaka (香坂昌康)      | 27 maja 1932 - 4 stycznia 1935        |
| 30                           |                              | Sukenari Yokoyama (横山助成)    | 15 stycznia 1935 - 10 lutego 1937     |
| 31                           |                              | Tetsuji Tachi (館哲二)          | 10 lutego 1937 - 24 czerwca 1938      |
| 32                           |                              | Shūzō Okada (岡田周造)          | 24 czerwca 1938 - 7 stycznia 1941     |
| 33                           |                              | Jitsuzō Kawanishi (川西實三)    | 7 stycznia 1941 - 9 stycznia 1942     |
| 34                           |                              | Mitsuma Matsumura (松村光磨)    | 9 stycznia 1942 - 1 lipca 1943        |

## Burmistrze Tokio
| Burmistrz Tokio (1889-1943) | Burmistrz Tokio (1889-1943)        | Burmistrz Tokio (1889-1943)      | Burmistrz Tokio (1889-1943)            |
| #                           | Zdjęcie                            | Imię i nazwisko                  | Kadencja                               |
| --------------------------- | ---------------------------------- | -------------------------------- | -------------------------------------- |
| 1                           |                                    | Hideo Matsuda (松田秀雄)         | 6 października 1898 - 15 czerwca 1903  |
| 2                           |                                    | Yukio Ozaki (尾崎行雄)           | 29 czerwca 1903 - 12 września 1908     |
| 3대                         | 30 września 1908 - 26 czerwca 1912 | Yukio Ozaki (尾崎行雄)           |                                        |
| 4                           |                                    | Yoshirō Sakatani (阪谷芳郎)      | 12 lipca 1912 - 25 lutego 1915         |
| 5                           |                                    | Yoshito Okuda (奥田義人)         | 15 czerwca 1915 - 21 sierpnia 1917     |
| 6                           |                                    | Inajirō Tajiri (田尻稲次郎)      | 5 kwietnia 1918 - 27 listopada 1920    |
| 7                           |                                    | Shinpei Gotō (後藤新平)          | 17 grudnia 1920 - 27 kwietnia 1923     |
| 8                           |                                    | Hidejirō Nagata (永田秀次郎)     | 29 maja 1923 - 8 września 1924         |
| 9                           |                                    | Yoshikoto Nakamura (中村是公)    | 8 października 1924 - 8 czerwca 1926   |
| 10                          |                                    | Takio Izawa (伊沢多喜男)         | 16 lipca 1926 - 23 października 1926   |
| 11                          |                                    | Hiromichi Nishikubo (西久保弘道) | 29 października 1926 - 12 grudnia 1927 |
| 12                          |                                    | Otohiko Ichiki (市来乙彦)        | 7 stycznia 1928 - 14 lutego 1929       |
| 13                          |                                    | Zenjirō Horikiri (堀切善次郎)    | 24 kwietnia 1929 - 12 maja 1930        |
| 14                          |                                    | Hidejirō Nagata (永田秀次郎)     | 30 maja 1930 - 25 stycznia 1933        |
| 15                          |                                    | Toratarō Ushizuka (牛塚虎太郎)   | 10 maja 1933 - 9 maja 1937             |
| 16                          |                                    | Ichita Kobashi (小橋一太)        | 28 czerwca 1937 - 14 kwietnia 1939     |
| 17                          |                                    | Keikichi Tanomogi (頼母木桂吉)   | 24 kwietnia 1939 - 19 lutego 1940      |
| 18                          |                                    | Tomejirō Ōkubo (大久保留次郎)    | 12 maja 1940 - 22 lipca 1942           |
| 19                          |                                    | Ayao Kishimoto (岸本綾夫)        | 3 sierpnia 1942 - 30 czerwca 1943      |

## Gubernatorzy metropolii Tokio
| Metropolia Tokio (1943-1947) | Metropolia Tokio (1943-1947) | Metropolia Tokio (1943-1947) | Metropolia Tokio (1943-1947)        |
| #                            | Zdjęcie                      | Imię i nazwisko              | Kadencja                            |
| ---------------------------- | ---------------------------- | ---------------------------- | ----------------------------------- |
| 1                            |                              | Shigeo Ōdachi (大達茂雄)     | 1 lipca 1943 - 22 lipca 1944        |
| 2                            |                              | Toshizō Nishio (西尾寿造)    | 25 lipca 1944 - 23 sierpnia 1945    |
| 3                            |                              | Hirose Hisatada (広瀬久忠)   | 23 sierpnia 1945 - 15 stycznia 1946 |
| 4                            |                              | Shōhei Fujinuma (藤沼庄平)   | 15 stycznia 1946 - 8 czerwca 1946   |
| 5                            |                              | Haruo Matsui (松井春生)      | 8 czerwca 1946 - 23 lipca 1946      |
| 6                            |                              | Seiichirō Yasui (安井誠一郎) | 23 lipca 1946 - 13 marca 1947       |
| 7                            |                              | Kazumi Iinuma (飯沼一省)     | 13 marca 1947 - 14 kwietnia 1947    |
| 8                            |                              | Seiichirō Yasui (安井誠一郎) | 14 kwietnia 1947 - 3 maja 1947      |

## Wybrani gubernatorzy metropolii Tokio
| Gubernator Tokio (1947-) | Gubernator Tokio (1947-)                | Gubernator Tokio (1947-)       | Gubernator Tokio (1947-)            |
| #                        | Zdjęcie                                 | Imię i nazwisko                | Kadencja                            |
| ------------------------ | --------------------------------------- | ------------------------------ | ----------------------------------- |
| 1                        |                                         | Seiichirō Yasui (安井誠一郎)   | 3 maja 1947 - 2 maja 1951           |
| 2                        | 3 maja 1951 - 26 kwietnia 1955          | Seiichirō Yasui (安井誠一郎)   |                                     |
| 3                        | 27 kwietnia 1955 - 18 kwietnia 1959     | Seiichirō Yasui (安井誠一郎)   |                                     |
| 4                        |                                         | Ryōtarō Azuma (東龍太郎)       | 27 kwietnia 1959 - 22 kwietnia 1963 |
| 5                        | 23 kwietnia 1963 - 22 kwietnia 1967     | Ryōtarō Azuma (東龍太郎)       |                                     |
| 6                        |                                         | Ryokichi Minobe (美濃部亮吉)   | 23 kwietnia 1967 - 22 kwietnia 1971 |
| 7                        | 23 kwietnia 1971 - 22 kwietnia 1975     | Ryokichi Minobe (美濃部亮吉)   |                                     |
| 8                        | 23 kwietnia 1975 - 22 kwietnia 1979     | Ryokichi Minobe (美濃部亮吉)   |                                     |
| 9                        |                                         | Shunichi Suzuki (鈴木俊一)     | 23 kwietnia 1979 - 22 kwietnia 1983 |
| 10                       | 23 kwietnia 1983 - 22 kwietnia 1987     | Shunichi Suzuki (鈴木俊一)     |                                     |
| 11                       | 23 kwietnia 1987 - 22 kwietnia 1991     | Shunichi Suzuki (鈴木俊一)     |                                     |
| 12                       | 23 kwietnia 1991 - 22 kwietnia 1995     | Shunichi Suzuki (鈴木俊一)     |                                     |
| 13                       |                                         | Yukio Aoshima (青島幸男)       | 23 kwietnia 1995 - 22 kwietnia 1999 |
| 14                       |                                         | Shintarō Ishihara (石原慎太郎) | 23 kwietnia 1999 - 22 kwietnia 2003 |
| 15                       | 23 kwietnia 2003 - 22 kwietnia 2007     | Shintarō Ishihara (石原慎太郎) |                                     |
| 16                       | 23 kwietnia 2007 - 22 kwietnia 2011     | Shintarō Ishihara (石原慎太郎) |                                     |
| 17                       | 23 kwietnia 2011 - 31 października 2012 | Shintarō Ishihara (石原慎太郎) |                                     |
| 18                       |                                         | Naoki Inose (猪瀬直樹)         | 18 grudnia 2012 - 24 grudnia 2013   |
| 19                       |                                         | Yōichi Masuzoe (舛添要一)      | 11 lutego 2014 - 21 czerwca 2016    |
| 20                       |                                         | Yuriko Koike (小池百合子)      | 2 sierpnia 2016 - 30 lipca 2020     |
| 21                       | 31 lipca 2020 - Obecnie                 | Yuriko Koike (小池百合子)      |                                     |